# Lumicini rossi/I colori della felicità
Lumicini rossi/I colori della felicità è un singolo della cantante italiana Wilma De Angelis pubblicato nel 1962 dalla casa discografica Philips.

## Descrizione
La cantante con entrambi i brani ha partecipato al Festival di Sanremo 1962.
Il brano Lumicini rossi è stato cantato in doppia esecuzione con Lucia Altieri e non è arrivato in finale.
Il brano I colori della felicità è stato cantato in doppia esecuzione con Tanya e non è arrivato in finale.

## Tracce
1. Lumicini rossi (Fabio Fabor e Gian Carlo Testoni)
2. I colori della felicità (Eros Sciorilli e Leda Ranzato)